# Calzada de Sitra
La Calzada de Sitra se compone de una serie de puentes y calzadas construidas en el Reino de Baréin. La calzada conecta la isla de Nabih Saleh y Sitra, a la ciudad capital, Manama a través de la bahía de Tubli. 
Originalmente construido en la década de 1970, un plan de reconstrucción de 266.000.000 dólares fue anunciado en 2006 que implicó la construcción de dos nuevos puentes, así como la reconstrucción del nudo de Umm Al Hassam, con el fin de facilitar el tráfico. El proyecto se terminó a mediados de 2010, un año después de lo previsto. Los nuevos puentes fueron diseñados para tener una vida útil 120 años.